# Endemol Shine Iberia
Banijay Iberia (anciennement Endemol Shine Iberia S.L.U.) est un groupe de sociétés de production télévisuelle en Espagne et au Portugal qui fait partie du groupe international Banijay.
Le catalogue de programmes et de séries télévisés d'Banijay Iberia comprend les versions locales de Gran Hermano, Gran Hermano VIP, Gran Hermano Dúo, La casa de los secretos, Lotta Hermano, Masterchef, La isla, Me resbala, Maestros de la costura, Secret Story Portugal, La Voz Portugal, Atrapa un millón, ¡Boom!, ¡Ahora caigo!, The Wall : Cambia tu vida, El gran reto musical, ainsi que des séries télévisées telles que Arrayán, Amar es para siempre, Isabel, Sin identidad, La catedral del mar, Skam España et Virtual Hero, et ses propres formats tels que Tu cara me suena, Tu cara no me suena todavía, Operación Triunfo, Fama, ¡a bailar!, All you need is love... o no, El Puente.

## Compagnies
- Diagonal TV
- Gestmusic
- Zeppelin TV
- Shine Iberia
- Endemol Portugal
- Tuiwok Estudios[2]